# 网果筋骨草
网果筋骨草（学名：Ajuga dictyocarpa），为唇形科筋骨草属下的一个植物种。